# هانس شلومبرج
هانس شلومبرج Hans Chlumberg (ولد في 1897 في فيينا – ومات في 1930 في لايبزغ) هو كاتب مسرحي ألماني.
ولد شلومبرج في عائلة من الضباط. وتتجاذب مسرحياته النزعة الطبيعية والمسرح البرجوازي. أما أبرز مسرحياته فهي «معجزة فيردون» Wunder um Verdun التي شكلت الحرب العالمية الأولى مادتها القصصية.
مات في عام 1930 ولما يتجاوز عامه الثالث والثلاثين بعد أن وقع أثناء بروفة مسرحية.

## روابط خارجية
- هانس شلومبرج على موقع قاعدة بيانات برودواي على الإنترنت (الإنجليزية)